# 9 (Nove)
A 9 Eros Ramazzotti 9. stúdióalbuma, az album címe is erre utal, 2003 májusában adták ki. Legismertebb dalok: Un'emozione per sempre , Un attimo di pace, Solo ieri , Ti vorrei rivivere.

## Dalok
(Szöveg: Eros Ramazzotti és Adelio Cogliati; zene: Eros Ramazzotti, Claudio Guidetti, Maurizio Fabrizio és Fabrizio Lamberti)
1. Un attimo di pace
2. Solo ieri
3. Un'emozione per sempre
4. Ti vorrei rivivere
5. Il buio ha i tuoi occhi
6. Un'ancora nel vento
7. Piccola pietra
8. Mamarà
9. L'uomo che guardava le nuvole
10. Canzone per lei
11. Non ti prometto niente
12. Falsa partenza
13. C'è una melodia